# Call of Duty: Black Ops II
Call of Duty: Black Ops II (укр. «Поклик Обов'язку: Чорна операція 2», «Службовий обов'язок: Чорна операція 2») — мультиплатформенна відеогра в жанрі військово-фантастичного тривимірного шутера від першої особи. Є дев'ятою грою в серії Call of Duty і прямим сиквелом Call of Duty: Black Ops. Видається компанією Activision. Розробляється американською студією Treyarch. Офіційний анонс гри — 1 травня 2012 року, реліз відбувся 13 листопада 2012 року.
Відповідна гра для PlayStation Vita, Call of Duty: Black Ops: Declassified, розроблялась студією nStigate Games, та вийшла у той же день.